# Alexa Vega
Alexa Ellesse PenaVega (født 27. august 1988) er en amerikansk skuespiller, som bl.a. andet er kendt for sin rolle som Carmen Cortez i Spy Kids-filmserien. PenaVega har også medvirket i The Hunters og Machete Kills i 2013. Hun er også kendt for at har været med mange skuespillere som Emily Osment, Antonio Banderas, Daryl Sabara, og mange andre.[kilde mangler]
Hendes lillesøster Mackenzie Vega er også skuespiller, hun er bl.a. andet kendt for filmen Just My Luck som Jakes niece.